# Marko Macan
Pour les articles homonymes, voir Petkovic.
Marko Macan, né le 26 avril 1993, est un poloïste international croate.

## Palmarès

### En sélection
- Croatie
  - Jeux olympiques :
    - Médaille d'argent : 2016.